# Carpiodes cyprinus

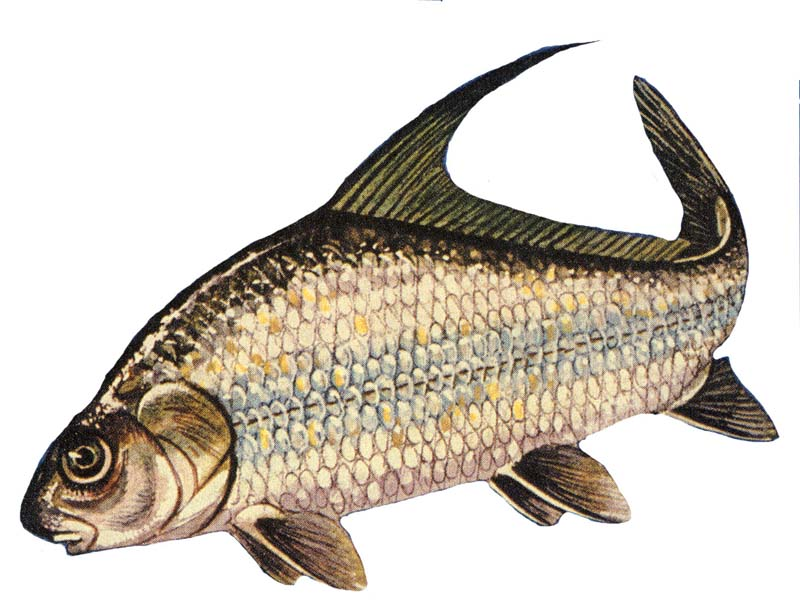
Quillback

Carpiodes cyprinus, engl. Quillback, frz. Couette oder Stachelrücken-Karpfensauger gehört zur Familie der Saugkarpfen und ist in Nordamerika beheimatet. Er ist mit dem Highfin Carpsucker (Carpiodes velifer) und dem River Carpsucker (Carpiodes carpio) eng verwandt.

## Beschreibung
Der englische Name Quillback rührt von dem auffallend langen Filament, welches von der Rückenflosse absteht. Carpiodes cyprinus wird im Durchschnitt 50 bis zu 65 Zentimeter lang. Der bislang größte mit der Angel gefangene Quillback von 3,40 Kilogramm Gewicht und 61 Zentimetern Länge wurde im Deux-Montagnes Lake in Kanada im Jahr 2002 erbeutet. Sie haben kompaktere Körper als anderer Vertreter der Saugkarpfen und ähneln mehr dem Karpfen. Er kann vom Karpfen dadurch eindeutig unterschieden werden, da ihm die Barteln an der Maulpartie fehlen. Seine Färbung ist zumeist silberfarben und er besitzt große Schuppen. 

## Lebensweise
Carpiodes cyprinus ernährt sich überwiegend von bodenbewohnenden Insektenlarven am Gewässergrund. Carpiodes cyprinus ist ovipar. Die Fische können in freier Wildbahn bis zu elf Jahren alt werden.

## Vorkommen
Der Quillback ist in den mittleren und östlichen USA zwischen den Breitengraden 54°N–30°N weit verbreitet. Er kommt in den Großen Seen bis zum St. Lorenz River bis zur Hudson Bay in Kanada vor. Sein ursprüngliches Verbreitungsgebiet erstreckt sich von Québec und Alberta im Norden bis nach Louisiana im Süden, hauptsächlich um den Mississippi River und seiner Nebenflüsse. An der Ostküste findet man den Quillback im Delaware River bis zum Altamaha River in Georgia. Im Einzugsbereich des Golfs von Mexiko vom Apalachicola River bis zum Pearl River im Bundesstaat Mississippi. Carpiodes cyprinus hält sich überwiegend in Flüssen, Staustufen, Bächen und klaren Seen mit sandigem oder schlammigem Grund auf, wo er den Grund nach Nahrung absucht. Er macht in vielen Warmwasserflüssen Nordamerikas einen Großteil der Biomasse aus.

## Wirtschaftliche Bedeutung
Der Fischfang von C. cyprinus ist vielerorts nur von geringer wirtschaftlicher Bedeutung. Carpiodes cyprinus, C. velifer und C. carpio werden aufgrund ihrer Ernährungsgewohnheiten selten von Anglern erbeutet. Gelegentlich werden sie mit Ködern wie Würmern, Elritzen oder Kunstködern gefangen.
Da er gegen Wasserverschmutzung moderat tolerant und gegen Gewässerdegradation relativ tolerant ist, eignet er sich wenig als Indikatorfisch für gesunde Umweltbedingungen wie zum Beispiel der Black Redhorse (Moxostoma duquesnei), welcher hochsensibel auf Störungen reagiert.